# Aleuria
Aleuria är ett släkte av svampar. Aleuria ingår i familjen Pyronemataceae, ordningen skålsvampar, klassen Pezizomycetes, divisionen sporsäcksvampar och riket svampar.